# Henry Medwall
Henry Medwall (ca. 1462 - 1502) was een Engels schrijver over wiens leven vrijwel niets bekend is. Hij was kapelaan bij een kardinaal Morton, werd in 1490 gewijd tot acoliet en was waarschijnlijk lid van een adellijke familie, gezien de posities die hem door de kroon werden toegewezen.
Zijn bewaard gebleven werk bestaat uit de moraliteit Nature, dat in 1530 in druk verscheen, en de interlude Fulgens and Lucrece, dat wordt beschouwd als het eerste seculiere drama in het Engels, geschreven in de volkstaal. Het stuk werd voor het eerst opgevoerd rond 1497 en gedrukt tussen 1512 en 1516.
Van Fulgens and Lucrece werd pas in 1919 een exemplaar ontdekt. Het stuk gaat over een Romeinse senator en zijn dochter. De kwestie die aan de orde komt ligt in de keuze van een juiste echtgenoot, en de vraag of adel een gevolg is van geboorte of van karakter. De gegadigden zijn de hooggeboren Cornelius en de door zijn daden opgeklommen Gaius Flaminius. Daarnaast speelt een subplot: bedienden van de vrijers dingen naar de hand van de bediende van Lucrece. Lucrece kiest uiteindelijk voor Flaminius.